# Dopoukiti
Dopoukiti (en georgiano: დოპოუქითი) o Dabakit (en abjasio: Дабақыҭ, romanizado: Dabakyt) es una aldea que pertenece a la parcialmente reconocida República de Abjasia, dentro del distrito de Ochamchire, aunque de iure es parte del municipio de Ochamchire de la República Autónoma de Abjasia de Georgia.

## Toponimia
Inicialmente se llamaba Dopuakiti (en georgiano: დოპუაქითი), forma antigua del nombre actual. El nombre Dopoukithi es abjasio y significa el pueblo del apellido georgiano Dopui.

## Geografía
Dopoukiti se encuentra a orillas del río Kodori y a 34 km de Ochamchire. Las aldea se administra desde el pueblo de Adziubzha.   

## Historia
Dopoukiti fue registrado por primera vez en los años 30 del siglo XIX, marcado en el mapa de Mingrelia de 1861. En 1886, se incluyó en la comunidad de Adziubzha.Según la división administrativo-territorial de la República Socialista Soviética de Georgia, originalmente se llamaba Dopuakita o Dopuakiti.